# Merodon quadrinotata
Merodon quadrinotata är en tvåvingeart som först beskrevs av Sack 1931.  Merodon quadrinotata ingår i släktet narcissblomflugor, och familjen blomflugor.
Artens utbredningsområde är Irak. Inga underarter finns listade i Catalogue of Life.